# Lignières (Aube)
Lignières és un municipi francès situat al departament de l'Aube i a la regió del Gran Est. L'any 2007 tenia 227 habitants.

## Demografia

### Població
El 2007 la població de fet de Lignières era de 227 persones. Hi havia 112 famílies de les quals 32 eren unipersonals (16 homes vivint sols i 16 dones vivint soles), 40 parelles sense fills, 28 parelles amb fills i 12 famílies monoparentals amb fills.
La població ha evolucionat segons el següent gràfic:
Habitants censats

### Habitatges
El 2007 hi havia 165 habitatges, 109 eren l'habitatge principal de la família, 34 eren segones residències i 21 estaven desocupats. 162 eren cases i 2 eren apartaments. Dels 109 habitatges principals, 84 estaven ocupats pels seus propietaris, 23 estaven llogats i ocupats pels llogaters i 2 estaven cedits a títol gratuït; 10 tenien dues cambres, 19 en tenien tres, 35 en tenien quatre i 45 en tenien cinc o més. 84 habitatges disposaven pel capbaix d'una plaça de pàrquing. A 58 habitatges hi havia un automòbil i a 34 n'hi havia dos o més.

### Piràmide de població
La piràmide de població per edats i sexe el 2009 era:
| Homes | Edats   | Dones |
| ----- | ------- | ----- |
| 0     | 95 o +  | 0     |
| 0     | 90 a 94 | 0     |
| 0     | 85 a 89 | 4     |
| 0     | 80 a 84 | 0     |
| 8     | 75 a 79 | 12    |
| 16    | 70 a 74 | 20    |
| 8     | 65 a 69 | 24    |
| 0     | 60 a 64 | 0     |
| 4     | 55 a 59 | 4     |
| 12    | 50 a 54 | 0     |
| 12    | 45 a 49 | 20    |
| 4     | 40 a 44 | 4     |
| 12    | 35 a 39 | 4     |
| 0     | 30 a 34 | 4     |
| 12    | 25 a 29 | 20    |
| 0     | 20 a 24 | 8     |
| 4     | 15 a 19 | 8     |
| 0     | 10 a 14 | 4     |
| 0     | 5 a 9   | 4     |
| 8     | 0 a 4   | 0     |

## Economia
El 2007 la població en edat de treballar era de 127 persones, 94 eren actives i 33 eren inactives. De les 94 persones actives 84 estaven ocupades (50 homes i 34 dones) i 10 estaven aturades (3 homes i 7 dones). De les 33 persones inactives 11 estaven jubilades, 6 estaven estudiant i 16 estaven classificades com a «altres inactius».

### Ingressos
El 2009 a Lignières hi havia 113 unitats fiscals que integraven 238 persones, la mediana anual d'ingressos fiscals per persona era de 15.569 €.

### Activitats econòmiques
Dels 5 establiments que hi havia el 2007, 2 eren d'empreses de construcció, 1 d'una empresa immobiliària, 1 d'una entitat de l'administració pública i 1 d'una empresa classificada com a «altres activitats de serveis».
Dels 2 establiments de servei als particulars que hi havia el 2009, 1 era un paleta i 1 fusteria.
L'any 2000 a Lignières hi havia 13 explotacions agrícoles que ocupaven un total de 1.130 hectàrees.

## Equipaments sanitaris i escolars
El 2009 hi havia una escola maternal integrada dins d'un grup escolar amb les comunes properes formant una escola dispersa.

## Poblacions més properes
El següent diagrama mostra les poblacions més properes.